# تيفاني ثايسن
تيفاني أمبر ثايسن (بالإنجليزية: Tiffani-Amber Thiessen)‏ وهي ممثلة أمريكية ولدت في يوم 23 يناير 1974 في مدينة لونغ بيتش، كاليفورنيا في الولايات المتحدة، مثلت في مسلسل أنقذه الجرس.

## روابط خارجية
- تيفاني ثايسن على موقع IMDb (الإنجليزية)
- تيفاني ثايسن على موقع روتن توميتوز (الإنجليزية)
- تيفاني ثايسن على موقع ألو سيني (الفرنسية)
- تيفاني ثايسن على موقع أول موفي (الإنجليزية)
- تيفاني ثايسن على موقع قاعدة بيانات الأفلام السويدية (السويدية)
- تيفاني ثايسن على موقع إن إن دي بي (الإنجليزية)
- تيفاني ثايسن على موقع قاعدة بيانات الفيلم (الإنجليزية)
- تيفاني ثايسن على موقع كينوبويسك (الروسية)